# 藤山ジュンコ
藤山ジュンコ（ふじやま ジュンコ、本名：藤山順子（読み同じ）、1950年5月19日 - ）は1970年代に活躍した歌手。大阪府出身。
兄は映画監督の藤山顕一郎。

## 略歴
いずみたくの弟子としてレッスンを受け、1971年に放送された『さすらいの太陽』とのタイアップという形で主役である峰のぞみ役とエンディング・テーマ「心のうた」で歌手としてプロデビューを果たす。この曲はソノシートで発売（後にエンディング・テーマ「心のうた」は堀江美都子が担当）。
抜群の歌唱力とパンチの効いたハスキーボイスの持ち主で、師匠のいずみたくからは高い評価を得ていた。
デビュー作となったアニメ『さすらいの太陽』はいずみたくが音楽作曲を担当しており、いずみたくは藤山を売り込むために様々な挿入歌を作詞、作曲して藤山自身に歌わせた。
「さすらいの太陽」が放映されてしばらく経った1971年6月5日、デビューシングル「鎖」で待望のレコードデビューを果たす。この歌は『さすらいの太陽』でも挿入歌として歌われている。

## 突然の引退
藤山は『さすらいの太陽』の放送終了後、ほどなくして芸能界を引退してしまう。師匠のいずみたくは必死に説得するものの、藤山がそれに応じることはなかった。その後はメディアには一切姿を見せなかったために消息不明であった。
放送当初はさほど人気が無かった「さすらいの太陽」は、1970年代から1980年代にかけて再放送を繰り返すうちに徐々に人気が高まっていった。藤山も「心のうた」の人気と相まって「伝説の幻の歌手」と言われ、それなりの知名度を得るようになったが、藤山自身はその後も公の場には一切姿を見せず、歌手として復帰することはなかった。

## 復活
彼女が芸能界から去って30年以上経った2008年、実兄の藤山顕一郎が監督を務めたドキュメンタリー映画『We 命尽きるまで』の挿入歌「WE SHALL OVER COME」で久々に歌手として復活を果たした。映画公開初日の舞台挨拶では藤山自身がこの挿入歌をステージで歌っている。

## 出演作品
- さすらいの太陽 - 峰のぞみ役[2]

## 音楽
このうち「心のうた」と「鎖」のみCD化されている。

### レコード
| 発売日       | A面      | B面                  | レーベル     | 規格品番 | 備考                                      |
| ------------ | -------- | -------------------- | ------------ | -------- | ----------------------------------------- |
| 1971年6月5日 | 鎖       | あなたに選ばれて     | 東芝レコード | ETP-2455 | 『さすらいの太陽』挿入歌                  |
| 1979年2月    | 青春外伝 | 熱い時間は終わったか | ミノルフォン | KA-1153  | 東映映画『喧嘩道』主題歌 「藤山順子」名義 |

### フォノシート
| 発売日        | A面                                                        | B面                                 | レーベル     | 規格品番 | 備考                             |
| ------------- | ---------------------------------------------------------- | ----------------------------------- | ------------ | -------- | -------------------------------- |
| 1971年4月20日 | さすらいの太陽 （スリー・グレイセス、 ボーカル・ショップ） | 心のうた                            | 朝日ソノラマ | AM-1     | AM-9（1971年6月7日発売）にも収録 |
| 1971年        | 希望の明日                                                 | 虹を架けよう （デューク・エイセス） | 大林組       | ETRS-269 | 大林組の創業80年記念愛唱歌       |

### その他
- WE SHALL OVER COME（『We 命尽きるまで』挿入歌）